# Anisodes pepira
Anisodes pepira là một loài bướm đêm trong họ Geometridae.